# Jean-Pierre Pauwels
Jean-Pierre Pauwels (Gent, 17 juni 1937 - aldaar, 18 februari 2017) was een Belgisch ambtenaar en hoogleraar. Hij werd gerekend als een ambtenaar van socialistische signatuur. In die hoedanigheid werd hij ook aangesteld tot hoge functies in overheidsinstellingen.

## Biografie
Jean-Pierre Pauwels behaalde het diploma van burgerlijk ingenieur aan de Rijksuniversiteit Gent en een doctoraat in de economie aan de Sorbonne in Parijs. Hij was achtereenvolgens ingenieur bij de NMBS, adviseur op het kabinet van de minister van PTT en voorzitter van de dienst Nijverheidsbevordering op het ministerie van Economische Zaken. Van 1977 tot 1981 was hij kabinetschef van vice-eersteminister en minister van Economische Zaken Willy Claes (SP). In deze hoedanigheid was hij betrokken bij grote industriële herstructureringen en privatiseringen in onder meer de textiel- en staalsector en de energiesector. Hij stond ook mee aan de wieg van de tweede investeringsgolf in kernenergie.
In diezelfde periode was hij ook voorzitter van Distrigas (1980-1981). Van 1981 tot 2006 was hij, op voordracht van de SP (later sp.a), directeur bij de Nationale Bank van België en van 1989 tot 2009 voorzitter van de Nationale Delcrederedienst. Hij was verder lid van het Comité voor financiële stabiliteit, lid van de Hoge Raad van Financiën en bestuurder van het Belgisch-Luxemburgs Wisselinstituut.
Tot 1997 was Pauwels ook hoogleraar aan de Vrije Universiteit Brussel en de Université libre de Bruxelles. Hij schreef verschillende boeken over de geopolitiek van de olie- en gasbevoorrading.
Hij overleed in 2017 ten gevolge van leverkanker.
- Gemeinsame Normdatei: 17036237X
- International Standard Name Identifier: 0000 0000 2552 6464
- Library of Congress Control Number: n84144061
- Système universitaire de documentation: 056263694
- Virtual International Authority File: 67871785
- WorldCat: E39PBJw93cHkTtMVG4PbFvHcT3

1. ↑  In Memoriam | Jean-Pierre Pauwels, De Tijd, 23 februari 2017.